# Pasiphaea
Pasiphaea is een geslacht van kreeftachtigen uit de klasse van de Malacostraca (hogere kreeftachtigen).

## Soorten
- Pasiphaea acutifrons Spence Bate, 1888
- Pasiphaea aequus Komai, Lin & Chan, 2012
- Pasiphaea affinis Rathbun, 1902
- Pasiphaea alcocki Wood-Mason & Alcock, 1891
- Pasiphaea americana Faxon, 1893
- Pasiphaea amplidens Spence Bate, 1888
- Pasiphaea arabica Timofeev, 1997
- Pasiphaea balssi Burukovsky & Romensky, 1987
- Pasiphaea barnardi Yaldwyn, 1971
- Pasiphaea berentsae Kensley, Tranter & Griffin, 1987
- Pasiphaea burukovskyi Wasmer, 1993
- Pasiphaea chacei Yaldwyn, 1962
- Pasiphaea corteziana Rathbun, 1902
- Pasiphaea cristata Spence Bate, 1888
- Pasiphaea crosnieri Hayashi, 2004
- Pasiphaea debitusae Hayashi, 1999
- Pasiphaea diaphana Burukovsky & Romensky, 1980
- Pasiphaea dofleini Schmitt, 1932
- Pasiphaea dorsolineatus Komai & Chan, 2012
- Pasiphaea ecarina Crosnier, 1969
- Pasiphaea emarginata Rathbun, 1902
- Pasiphaea exilimanus Komai, Lin & Chan, 2012
- Pasiphaea falx Komai, Lin & Chan, 2012
- Pasiphaea faxoni Rathbun, 1904
- Pasiphaea flagellata Rathbun, 1906
- Pasiphaea fragilis Hayashi, 1999
- Pasiphaea gelasinus Hayashi & Yaldwyn, 1998
- Pasiphaea gracilis Hayashi, 1999
- Pasiphaea grandicula Burukovsky, 1976
- Pasiphaea hoplocerca Chace, 1940
- Pasiphaea japonica Omori, 1976
- Pasiphaea kaiwiensis Rathbun, 1906
- Pasiphaea kapala Kensley, Tranter & Griffin, 1987
- Pasiphaea korzuni Burukovsky, 1995
- Pasiphaea laevis Hayashi, 1999
- Pasiphaea ledoyeri Hayashi, 2006
- Pasiphaea levicarinata Hanamura, 1994
- Pasiphaea liocerca Chace, 1940
- Pasiphaea longitaenia Kensley, Tranter & Griffin, 1987
- Pasiphaea magna Faxon, 1893
- Pasiphaea major Hayashi, 2006
- Pasiphaea marisrubri Iwasaki, 1989
- Pasiphaea mclaughlinae Hayashi, 2006
- Pasiphaea merriami Schmitt, 1931
- Pasiphaea multidentata Esmark, 1866
- Pasiphaea natalensis Burukovsky & Romensky, 1982
- Pasiphaea notosivado Yaldwyn, 1971
- Pasiphaea orientalis Schmitt, 1931
- Pasiphaea oshoroae Komai & Amaoka, 1993
- Pasiphaea pacifica Rathbun, 1902
- Pasiphaea philippinensis Hayashi, 1999
- Pasiphaea planidorsalis Hayashi, 2004
- Pasiphaea poeyi Chace, 1939
- Pasiphaea princeps Smith, 1884
- Pasiphaea propinqua de Man, 1916
- Pasiphaea pseudacantha Hayashi, 2004
- Pasiphaea rathbunae (Stebbing, 1914)
- Pasiphaea romenskyi Burukovsky, 1995
- Pasiphaea scotiae (Stebbing, 1914)
- Pasiphaea semispinosa Holthuis, 1951
- Pasiphaea sinensis Hayashi & Miyake, 1971
- Pasiphaea sirenkoi Burukovsky, 1987
- Pasiphaea sivado (Risso, 1816)
- Pasiphaea taiwanica Komai, Lin & Chan, 2012
- Pasiphaea tarda Krøyer, 1845
- Pasiphaea telacantha Hayashi, 2004
- Pasiphaea timofeevi Burukovsky, 1993
- Pasiphaea truncata Rathbun, 1906
- Pasiphaea unispinosa Wood-Mason, 1892
- Pasiphaea westindica Tchesunov, 1984